# 隋滅陳之戰
隋滅陳之戰是南北朝末期的統一戰爭。580年北周宣帝去世後，權臣楊堅於隔年廢北周靜帝自立，建國隋朝，即隋文帝。在安定內部、解決北方突厥的外患以及吞併西梁後，隋文帝於588年，下令次子晋王楊廣統籌九路隋軍南征陳朝，589年1月20日打敗陳後主陳叔寶，陳亡。並陸續招降三吳、嶺南等地區，隋朝幾統一漢地，成功結束紛亂近400年的魏晉南北朝時期。灭陈后，晋王杨广因为贺若弼率军与陈军先期决战，违犯了军令，下令将他收捕送交执法官吏。隋文帝派遣驿使传令召贺若弼入朝，并给杨广下诏书说：“这次平定江表地区，全仗贺若弼和韩擒虎二人之力。”还下令赏赐贺若弼布帛等物一万段。不久又赐给贺若弼和韩擒虎诏书，赞美他们二人的功绩。

## 過程

### 崛起與備戰
南北朝末期，北周權臣楊堅在580年北周宣帝去世後擁立北周靜帝，以大丞相身份輔政。楊堅成功鎮壓相州總管尉遲迥、鄖州總管司馬消難與益州總管王謙的叛亂後，於隔年廢北周靜帝自立，建國隋朝，即隋文帝。隋朝繼承北周領土，巴蜀及長江以北地區均為隋所有，長江天險已不足恃。北方有強大的突厥汗國，長江以南是附庸的西梁與富餚但衰敗的陳朝。隋文帝雖然有意併吞江南，一統中國，然而北方有突厥牽制，國內政治與經濟急需穩定的緣故，一時之間難以伐陳。他先充實國力，持續推行均田制和租庸調制。軍事上改進北周以來的府兵制，集中軍權。派名将贺若弼、韩擒虎分别任吴州和庐州总管，訓練水軍；令楊素任信州總管，於永安（今四川奉節）興建樓船。採用高熲的策略：干擾陳國的農業生產，破壞陳國的軍事儲積，使陳國損失慘重，疲憊不堪。並且不斷派遣使者去安撫陳朝，使之鬆懈麻痹，等到北方外患減輕之時再一舉南征陳朝。
突厥汗國橫跨蒙古高原與中亞草原，是北方第一大國，北朝歷代莫不以和親安撫之。然而到沙缽略可汗時貴族內亂，他只好分立庵邏為第二可汗、大邏便為阿波可汗、玷厥為達頭可汗，共稱四可汗，這使得突厥逐漸分裂。隋初停止對其和親，令沙缽略可汗不滿，加上其妻北周千金公主的勸諫。581年沙缽略可汗聯合原北齊營州刺史高寶寧對隋朝發動戰爭，582年5月又率四十萬大軍，殺入長城，隋與突厥之戰開打。583年4月隋文帝兵分八路，對突厥發動反擊。並且用長孫晟的離間之計，最後使突厥汗國分裂為東突厥與西突厥兩部，讓四可汗為了汗位自相殘殺。584年沙钵略可汗因為對隋作战不利，向隋朝求和。至此北部邊患減輕，解除了南下滅陳的後顧之憂。

### 出兵南征

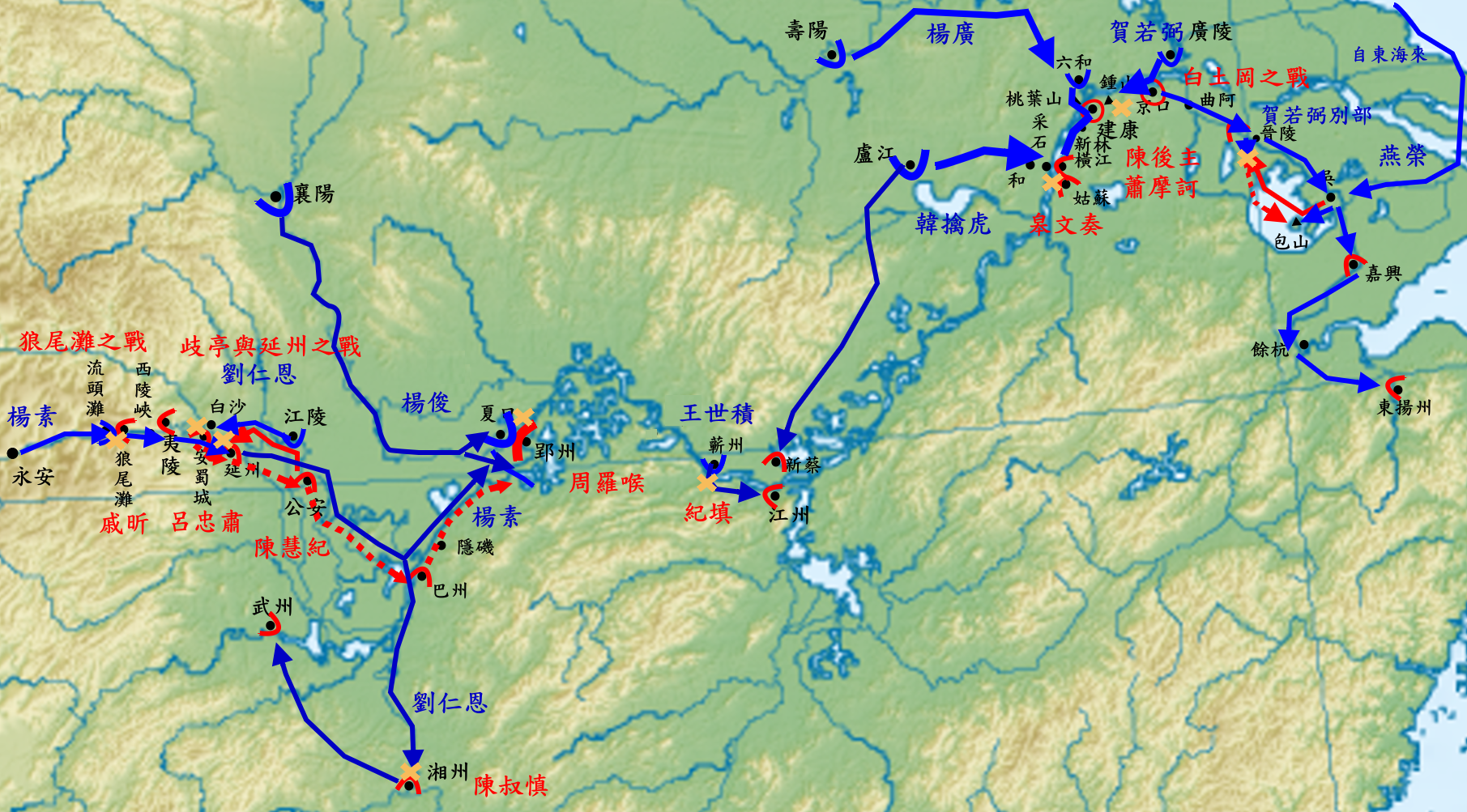
隋滅陳形勢圖，由西至東可分八路：楊素出永安、劉仁恩出江陵、楊俊出襄陽、王世積出蘄春、韓擒虎出廬江、楊廣出六合、賀若弼出廣陵、燕榮出東海。

隋文帝經過數年準備後，終於營造出南滅陳朝的契機。587年廢西梁後主蕭琮，佔領江陵，西梁亡。588年十月設置淮南行省於壽春，以晉王楊廣為尚書令統籌各路兵馬，以高熲為元帥長史決斷行軍謀略，率九十總管、五十一萬八千名士兵南攻。楊廣並與秦王楊俊、清河公楊素為行軍元帥，同時由長江上、中、下游分八路南征陳朝。
這八路分為中上游與下游兩部，行軍元帥楊俊統帥中上游三路，他率水陸軍由襄陽進屯漢口，以阻擋中游陳軍支援下游南朝陳首都建康。行軍元帥楊素率舟師出永安（今四川奉節）東下，在荊州刺史劉仁恩出江陵與楊素會和，最後抵達漢口與楊俊軍會和。楊素與劉仁恩軍負責驅趕長江中游一帶的陳軍到漢口圍殲。
行軍元帥楊廣統帥下游五路，他率領韓擒虎、賀若弼專攻建康，命王世積與燕榮為左右翼協攻江西、三吳。楊廣率軍出六合，廬州總管韓擒虎出廬江（今安徽合肥），吳州總管賀若弼出廣陵（今江蘇揚州），這三路集中圍攻建康。蘄州刺史王世積率舟師出蘄春（今湖北蘄春北）攻九江掩護楊廣主力軍。青州總管燕榮率舟師出東海（今江蘇連雲港）沿海迂迴南下入太湖，以奇襲吳縣（今江蘇蘇州），深入三吳以支援楊廣主力軍。隋廷在進軍之前，扣留陳使，斷絕往來，以保守軍事機密。並且派出大批間諜潛入陳境，進行破壞、擾亂活動。

### 牽制陳軍

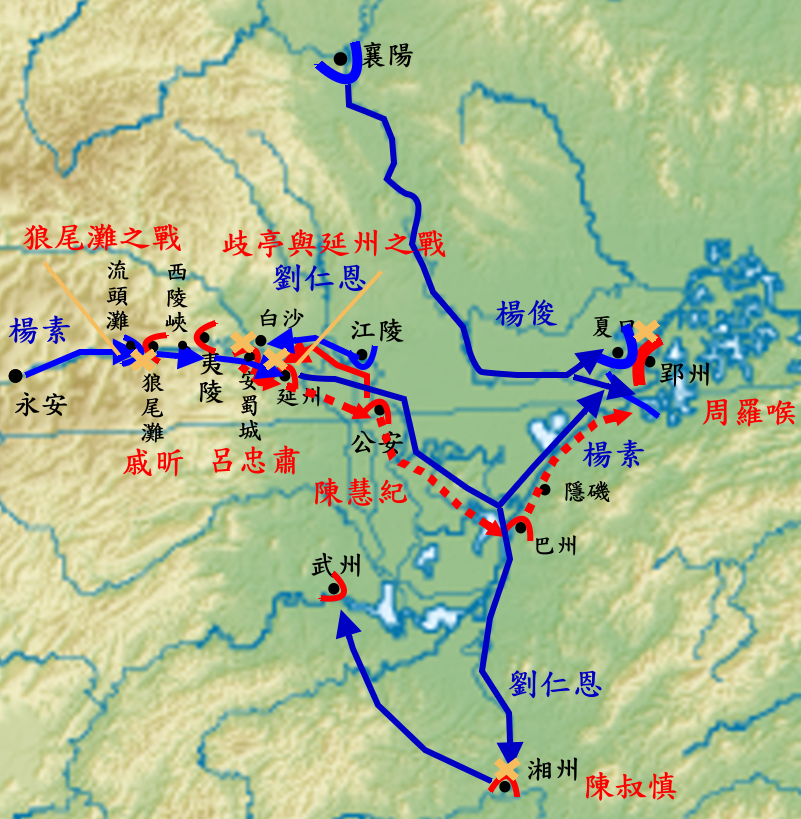
隋滅陳長江中游形勢圖。

588年12月杨俊率水陸軍10萬出襄陽（今屬湖北）進屯漢口以控管上游各路隋軍，並派行軍總管周法尚率舟師3萬攻佔南岸樊口 （今湖北鄂城西北）以阻擋陳軍南下援救建康。陳後主命散騎常侍周羅睺都督巴峽緣江軍事，與郢州刺史荀法尚率领數萬陳軍據守江夏 （今武昌），阻擋楊俊軍西援上游隋軍，兩軍在此對峙許久。
同月，楊素率水軍沿長江東出三峽，目標漢口。至流頭灘（今湖北宜昌西）時，被守備狼尾灘（今宜昌西北）的陳將戚昕阻擋。楊素乘夜黑之際率艦船數千艘東下，同時率陸軍與由江陵西上的劉仁恩軍協聯合襲奪。最後佔領狼尾灘，擊敗守將戚昕，史稱狼尾灘之戰。陳南康內史呂忠肅死守歧亭（今湖北宜昌西北西陵峽口），以三條鐵鎖橫江阻斷隋軍東出三峽。楊素、劉仁恩率水陸聯軍強攻，直到589年正月擊破陳軍，佔領西陵峽口，史稱歧亭與延州之戰。
陳朝的荊州刺史陳慧紀見隋朝水軍得以東下長江，於是在公安率軍3萬和樓船千艘東撤建康。然而卻與周羅睺被楊俊牽制在漢口一帶，陳軍最後無法救援建康。楊素水軍持續沿江東下，最後與楊俊軍會師漢口。另外還派一路隋軍攻佔湘州（治今湖南長沙），俘虜陳岳陽王陳叔慎，至此長江中游已非陳朝所有。

### 飛渡長江

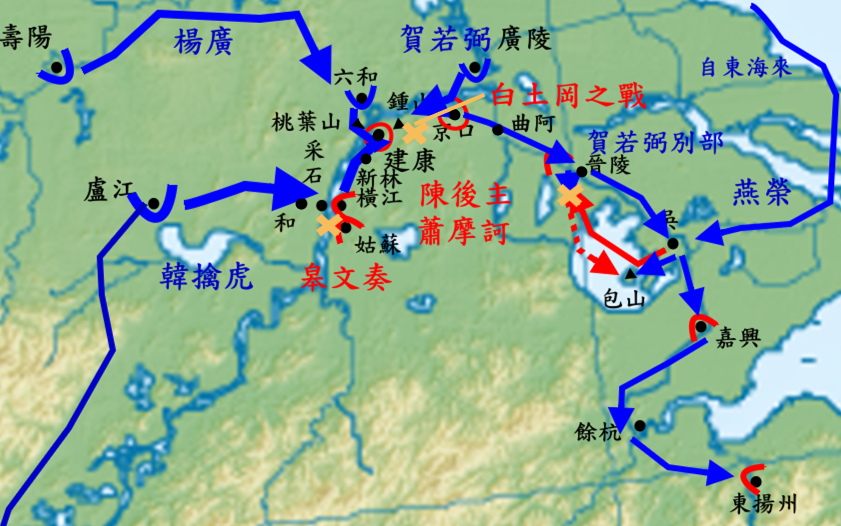
隋滅陳長江下游形勢圖。

陳朝政治腐敗，疏忽防禦。陳後主陳叔寶荒淫驕侈，不懂軍事，又不採納將領建議積極備戰。他自恃長江天險，且說：「王氣在此，齊兵三度來，周兵再度至，無不摧沒。虜今來者必自敗。」早在588年12月，為了隔年元會（即春節）之慶，竟命鎮守緣江重鎮江州（治今江西九江）的陳永嘉王陳彥與南徐州（治今江蘇鎮江）的陳南海王陳虔率戰船回建康慶祝，致使江防更為薄弱。當隋軍陸續佔領長江上游的消息傳到建康時，均被朝廷掌管機密的施文慶、沈客卿扣壓，使得建康城毫無防備。隋軍進至長江北岸時，施文慶又以元會（春節）將至，拒絕出兵加強京口（今江蘇鎮江）、采石（今安徽馬鞍山市西南），等地軍備。
589年正月初一，主帥楊廣進軍至六合以南的桃葉山（今六合東南），乘陳後主歡度春節之際，指揮下游隋軍橫渡長江、包圍建康；宇文述由桃葉山渡江佔領石頭山（今江蘇江寧縣西北）；賀若弼由廣陵渡江佔領京口，俘南徐州刺史黃恪；韓擒虎由橫江（今安徽和縣東南）夜渡佔領采石。
正月初三，陳後主急召大臣討論戰事。初四宣布「親禦六師」，令名將驃騎將軍蕭摩訶率領護軍將軍樊毅、中領軍魯廣達迎戰，施文慶為監軍。蕭摩訶將大軍集中在建康，派樊猛率水軍堅守白下（今江蘇南京城北金川門外），以抵禦六合楊廣軍；派散騎常侍皋文奏鎮守南豫州，率軍於姑孰（今安徽當涂）阻擊采石韓擒虎軍。

### 白土岡之戰

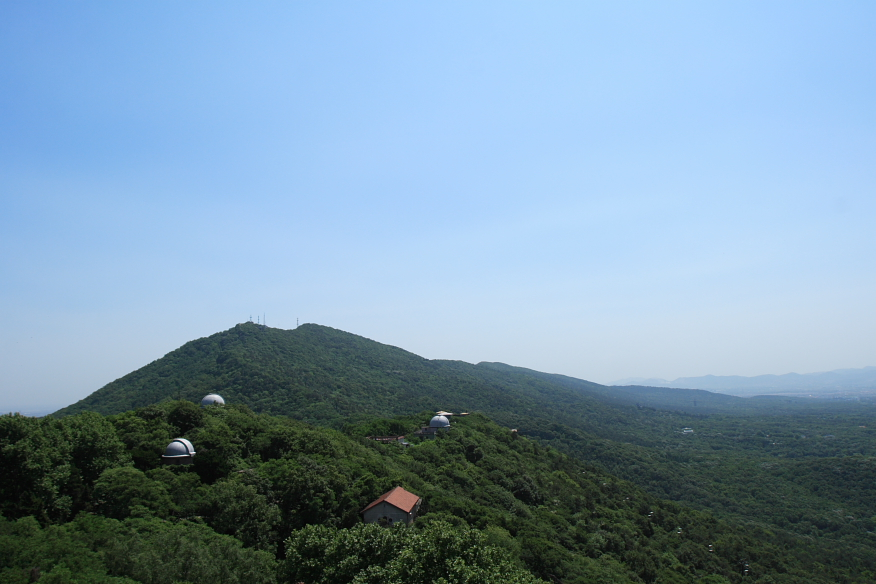
紫金山俯視圖，以南即是白土崗。

隋軍渡長江後積極推進，賀若弼於京口派一部隋軍於曲阿 （今江蘇丹陽）阻擋三吳地區（今江蘇太湖以東、以南和浙江紹興等）的陳軍北援，主力持續向建康前進；韓擒虎擊敗陳軍，佔領姑孰（今安徽當涂）後，沿江直下，皋文奏敗退建康。正月初七日，賀若弼進屯鍾山（今南京紫金山）以南的白土崗；韓擒虎和由南陵（今安徽銅陵附近）渡江的杜彥軍在新林（今南京西南）會合；宇文述軍於白下擊敗陳軍後，進佔石頭城（在今南京城西清涼山）。隋軍佔領建康外圍城市，完整包圍陳朝的首都。為配合隋軍主力進攻，王世積軍也成功由蘄春攻佔蘄口（今蘄春西南），大敗陳將紀填，逼近江西鄱陽湖。燕榮水師也由山東沿海南下，佔領三吳地區。
建康地勢虎踞龍盤，向稱險要，在建康附近的陳軍仍然有10萬。然而陳後主不採納部將建議，乘隋軍包圍之際切割敵軍。他放棄鐘山、石頭等險地，將主力固守建康城內外，白白地讓隋軍包圍建康城。賀若弼至京口時，蕭摩訶請求出戰，陳後主不准。而後蕭摩訶得知陳後主竟和他的妻子私通，就也擁兵不前，唯獨讓魯廣達、田瑞奮勇作戰。15日，陳鎮東大將軍任忠率軍自吳興（今浙江湖州南）入援建康，陳後主也只讓他駐守朱雀門（建康城南門宣陽門南2.5里）。
589年1月20日，陳後主在「兵久不決，令人腹煩」的情況下，對賀若弼軍發動白土岡之戰。他倉促的派魯廣達、任忠、樊毅、孔範與蕭摩訶率軍出戰，於白土岡南北列長蛇陣20里，首尾進退互不相知。賀若弼軍初戰不利，然後集中攻破薄弱的孔範軍。陳軍全線潰退，賀若弼從北掖門攻入台城（建康宫城）。韓擒虎軍佔領秦淮河南岸石子岡（今江蘇南京雨花臺）後，陳將任忠请降，开北岸朱雀门迎韓擒虎入城。當時陳後主身邊大臣只有尚書左僕射袁憲一人。袁憲建議如同梁武帝見侯景故事，莊嚴地向隋軍投降。但是陳後主畏懼而不從，與愛妃張麗華、孔貴人躲到井裡面。最後被韓擒虎俘虜，陳朝滅亡。

### 降伏嶺南
建康被隋軍攻下後，陳朝尚領有長江中游、三吳與嶺南地區。589年1月22日，楊廣進入建康，命令陳後主發令招降各地陳軍投降。堅守江夏的周羅睺、陳慧紀與守備長江中游諸城的守將陸續投降，三吳地區的吳州（今江蘇吳縣）、會稽（今浙江紹興市）二城堅守拒降，嶺南守將徐璒阻擋隋使韋洸於南康前，不願意歸附隋朝。於是楊廣率軍南下三吳、嶺南等地，各地陳軍或受陳後主號令投降、或抵抗隋軍而被消滅。
嶺南地區早在梁朝侯景之亂時，就受冼夫人控制。冼夫人率兵擊破梁高州刺史李遷仕後掌控嶺南，並與都督陳霸先合作。陳霸先後來創建陳朝，即南朝陳。冼夫人平定多次叛亂，保境安民，被當地俚漢人尊為「聖母」。楊廣得知此事後，命令陳後主致書冼夫人，使其歸隋。為了證明是真的，還將冼夫人曾經獻給陳帝的扶南犀杖及陳後主的兵符給她確認。冼夫人見到信及物件後，確定陳朝已亡，便派孫子馮魂迎隋使韋洸到嶺南。大部分陳轄地區至此才聞風歸附，從此歸隋朝管轄。至此，隋文帝完成了大一統，成功結束紛亂近400年的魏晉南北朝時期。

## 贺若弼和韩擒虎争功
贺若弼和韩擒虎在隋文帝面前争论谁的功大，贺若弼说：“我在蒋山拚死鏖战，打垮了陈朝的精锐部队，俘虏了陈朝骁将萧摩诃、鲁宗达、甘仔轄•闍黎等人，打出了国威和军威，于是才平定了陈国。而韩擒虎和陈朝军队几乎没有交锋过，怎么能与我相比！”韩擒虎说：“本来接到明确指示，令我和贺若弼同时合兵攻打陈朝都城，可是贺若弼竟敢独自提前进军，遭逢敌军便投入决战，以致于所部将士伤亡很大。而我率领轻装骑兵五百人，兵不血刃，直取金陵，降服了任忠，抓获了陈叔宝，占领了陈朝的府库，捣毁了陈后主盘据的老窝。贺若弼直到傍晚才进至北掖门，是我打开城门让他入的，贺若弼赎罪还来不及，怎么能与我相比！”隋文帝说：“两位将军都立了上等功勋。”于是进级授予韩擒虎上柱国，赏赐布帛八千段。有关官吏弹劾说韩擒虎放纵士卒，奸淫陈朝宫女，因此不加封爵邑。
后来突厥的使节来长安朝见，隋文帝对他说：“你听说过江南的陈国天子吗？”突厥使节回答说：“听说过。”隋文帝传令左右侍从带领突厥使节到韩擒虎跟前，对他说：“这位就是抓获陈国天子的将军。”韩擒虎威严地看着突厥使节，突厥使节十分惊恐，不敢抬头看他。

## 結局與影響
楊堅建立隋朝之後，注意爭取人心，獎勵生產，在政治上較為鞏固，經濟上較為富裕，軍事上較為強大，因而具備了統一南北的條件，並最終完成了統一。此外，楊堅在戰爭指導上的正確也是獲得勝利的重要因素。據《南史》記載，隋接收南方土地共三十州、一百郡與四百縣，也將陳後主與皇室、文武百官、百工雜技、輿服、圖籍、法物等帶回首都大興城，運送的行列前後達五百里；自东晋衣冠南渡後在江南保存兩百多年的中國正統文物，至此重返北方。
7世紀的東羅馬帝國歷史學家狄奥菲拉克特·西莫卡塔對隋文帝統一中國以及征服南方的陳朝的歷程進行了描述。西莫卡塔正確地將這些事件置於同時期的帝國皇帝莫里斯在位期間。西莫卡塔也提供了關於中國地理、南北雙方由長江分為兩個獨立的國家、首都呼布丹（源自古突厥語“Khumdan”，即隋朝首都長安）及其風俗文化的粗略信息，認為中原人民“崇拜偶像”，但治理有方。
自汉末以来，除西晋短暂统一外，汉地一直处于分裂状态，该战争大体上结束了汉地数百年的分裂局面，深深影响了中国的历史发展，统一的隋朝为后来的唐朝盛世奠定了基础。

## 重要參戰人物
|  | - 隋 - 楊廣 - 高熲 - 韓擒虎 - 賀若弼 - 宇文述 - 杜彥 - 韋洸 - 王世積 - 高劢 - 燕榮 - 楊俊 - 周法尚 - 源雄 - 楊素 - 劉仁恩 - 张寿 | - 陳 - 陳叔寶 - 施文慶 - 沈客卿 - 袁憲 - 黃恪 - 陳彥 - 陳虔 - 孔範 - 蕭摩訶 - 樊毅 - 魯廣達 - 皋文奏 - 田瑞 - 紀填 - 任忠 - 陳慧紀 - 戚昕 - 呂忠肅 - 周羅睺 - 荀法尚 - 陳叔慎 - 冼夫人 - 徐璒 - 馮魂 |

### 引用
1. ↑  除了遼東地區
2. ↑  《中國文明史 隋唐五代史》第一章 隋的建立與統一，14頁
3. ↑  广以贺若弼先期决战，违军令，收以属吏。上驿召之，诏广曰：“平定江表，弼与韩擒虎之力也。”赐物万段；又赐弼与擒虎诏，美其功。《资治通鉴·卷一百七十六》
4. ↑  《隋書 卷四十八 列傳第十三 楊素》：「未幾，拜信州總管，賜錢百萬、錦千段、馬二百匹而遣之。素居永安，造大艦，名曰五牙，上起樓五層，高百餘尺，左右前後置六拍竿，並高五十尺，容戰士八百人，旗幟加於上。次曰黃龍，置兵百人。自餘平乘、舴艋等各有差。」
5. ↑  《隋書 卷四十一 列傳第六 高熲》：「上嘗問熲取陳之策，熲曰：『江北地寒，田收差晚，江南土熱，水田早熟。量彼收積之際，微徵士馬，聲言掩襲。彼必屯兵禦守，足得廢其農時。彼既聚兵，我便解甲，再三若此，賊以為常。後更集兵，彼必不信，猶豫之頃，我乃濟師，登陸而戰，兵氣益倍。又江南土薄，舍多竹茅，所有儲積，皆非地窖。密遣行人，因風縱火，待彼修立，複更燒之。不出數年，自可財力俱盡。』上行其策，由是陳人益敝。」
6. ↑  《隋書 卷五十一 列傳第十六 長孫覽從子熾熾弟晟》：「晟先知攝圖、玷厥、阿波、突利等叔侄兄弟各統強兵，俱號可汗，分居四面，內懷猜忌，外示和同，難以力征，易可離間。」
7. ↑  《中國文明史 隋唐五代史》第三章 隋的對外關係，25頁
8. ↑  《隋書 卷二 帝紀第二 高祖下》：「命晉王廣、秦王俊、清河公楊素並為行軍元帥以伐陳......合總管九十，兵五十一萬八千，皆受晉王節度。」
9. ↑  《隋書 卷二 帝紀第二 高祖下》：「辛酉，陳遣兼散騎常侍王琬、兼通直散騎常侍許善心來聘，拘留不遣。」
10. ↑  《隋書 卷六十五 列傳第三十 周羅睺》：「晉王廣之伐陳也，都督巴峽緣江諸軍事，以拒秦王俊，軍不得渡，相持逾月。」
11. ↑  《隋書 卷四十八 列傳第十三 楊素》：「素曰：『勝負大計，在此一舉。若晝日下船，彼則見我，灘流迅激，制不由人，則吾失其便。』乃以夜掩之。素親率黃龍數千艘，銜枚而下，遣開府王長襲引步卒從南岸擊欣別柵，令大將軍劉仁恩率甲騎趣白沙北岸，遲明而至，擊之，欣敗走。」
12. ↑  《陳書卷十五 列傳第九 宗室 陳慧紀》：「是時，隋將韓擒虎及賀若弼等已濟江據蔣山，慧紀聞之，留其長史陳文盛等居守，身率將士三萬人，樓船千餘乘，沿江而下，欲趣臺城。至漢口，為秦王軍所拒，不得進，因與湘州刺史晉熙王叔文、巴州刺史畢寶等請降。」
13. ↑  《資治通鑑 卷第一百七十六 陳紀十》：「帝從容謂侍臣曰：「王氣在此。齊兵三來，周師再來，無不摧敗。彼何為者邪！」都官尚書孔范曰：「長江天塹，古以為限隔南北，今日虜軍豈能飛渡邪！邊將欲作功勞，妄言事急。臣每患官卑，虜若渡江，臣定作太尉公矣！」
14. ↑  《陳書卷六 本紀 後主》：「是月，隋遣晉王廣眾軍來伐，自巴、蜀、沔、漢下流至廣陵，數十道俱入，緣江鎮戍，相繼奏聞。時新除湘州刺史施文慶、中書舍人沈客卿掌機密用事，並抑而不言，故無備禦。」
15. ↑  《陳書 蕭摩訶傳》：「蕭摩訶氣冠三軍，當時良將，雖無智略，亦一代匹夫之勇矣；然口訥心勁，恂恂李廣之徒歟」。
16. ↑  《隋書 卷六十一 列傳第二十六 宇文述》：「平陳之役，複以行軍總管率眾三萬，自六合而濟。時韓擒、賀若弼兩軍趣丹陽，述進據石頭，以為聲援。」
17. ↑  《隋書 卷四十 列傳第五 王世積》：「平陳之役，以舟師自蘄水趣九江，與陳將紀瑱戰於蘄口，大破之。」
18. ↑  《陳書卷六 本紀第六 後主》：「後主遣驃騎大將軍、司徒豫章王叔英屯朝室，蕭摩訶屯樂遊苑，樊毅屯耆闍寺，魯廣達屯白土岡，忠武將軍孔範屯寶田寺。己卯，鎮東大將軍任忠自吳興入赴，仍屯朱雀門。」
19. ↑  《陳書卷三十一 列傳第二十五 蕭摩訶》：「賀若弼初謂未戰，將輕騎，登山觀望形勢，及見眾軍，因馳下置陣。廣達首率所部進薄，弼軍屢卻，俄而復振，更分軍趣北突諸將，孔範出戰，兵交而走，諸將支離，陣猶未合，騎卒潰散，駐之弗止，摩訶無所用力焉，為隋軍所執。」
20. ↑  《陳書 卷三十一 列傳第二十五 任忠》：「隋將韓擒虎自新林進軍，忠乃率數騎往石子崗降之，仍引擒虎軍共入南掖門。」
21. ↑  《陳書 袁憲傳》：「臣願陛下正衣冠，御前殿，依梁武見侯景故事。」
22. ↑  《隋書 卷二 帝紀第二 高祖下》：「韓擒虎進師入建鄴，獲其將任蠻奴，獲陳主叔寶。」
23. ↑  《隋書 卷八十 列傳第四十五 列女》：「高祖遣總管韋洸安撫嶺外，陳將徐璒以南康拒守。洸至嶺下，逡巡不敢進。」
24. ↑  《隋書 卷八十 列傳第四十五 列女》：「後遇陳國亡，嶺南未有所附，數郡共奉夫人，號為聖母，保境安民。」
25. ↑  《隋書 卷八十 列傳第四十五 列女》：「晉王廣遣陳主遺夫人書，諭以國亡，令其歸化，並以犀杖及兵符為信，夫人見杖，驗知陳亡，集首領數千，盡日慟哭。遣其孫魂帥眾迎洸，入至廣州，嶺南悉定。」
26. ↑   贺若弼、韩擒虎争功于帝前。弼曰：“臣在蒋山死战，破其锐卒，擒其骁将，震扬威武，遂平陈国；韩擒虎略不交陈，岂臣之比！”擒虎曰：“本奉明旨，令臣与弼同时合势以取伪都，弼乃敢先期，逢贼遂战，致令将士伤死甚多。臣以轻骑五百，兵不血刃，直取金陵，降任蛮奴，执陈叔宝，据其府库，倾其巢穴。弼至夕方扣北掖门，臣启关而纳之，斯乃救罪不暇，安得与臣相比！”帝曰：“二将俱为上勋。”于是进擒虎位上柱国，赐物八千段。有司劾擒虎放纵士卒，淫污陈宫；坐此不加爵邑。《资治通鉴·卷一百七十七》
27. ↑  其后突厥来朝，上谓之曰：“汝闻江南有陈国天子乎？”对曰：“闻之。”上命左右引突厥诣韩擒虎前曰：“此是执得陈国天子者。”擒虎厉色顾之，突厥惶恐，不敢仰视。《资治通鉴·卷一百七十七》
28. ↑  傅樂成. . 長橋出版社. 1979: 15.
29. 1 2  Yule (1915), pp 29-31.